# White Flag (cântec)
White Flag este primul single extras de pe albumul Life for Rent, al interpretei de origine engleză, Dido.

## Charts
| Charts (2003)                                | Peak Position | Weeks on peak position |
| -------------------------------------------- | ------------- | ---------------------- |
| Australian ARIA Singles Chart                | 1             | 1                      |
| Austrian Singles Chart                       | 2             | 2                      |
| Belgium Walonia Singles Chart                | 2             |                        |
| Belgium Flanders Singles Chart               | 3             | 2                      |
| Canadian Singles Chart                       | 12            |                        |
| Danish Singles Chart                         | 2             |                        |
| Dutch Singles Chart                          | 4             | 1                      |
| European Singles Chart                       | 1             |                        |
| Finnish Singles Chart                        | 19            |                        |
| French Singles Chart                         | 1             | 1                      |
| German Singles Chart                         | 1             |                        |
| Irish Singles Chart                          | 2             | 5                      |
| Italian Singles Chart                        | 1             | 3                      |
| Latvian Singles Chart                        | 3             |                        |
| Mexican Top 100 Singles Chart                | 12            |                        |
| Norwegian Singles Chart                      | 1             | 1                      |
| New Zealand RIANZ Singles Chart              | 12            | 1                      |
| Spain Singles Top 100                        | 4             |                        |
| Swedish Singles Chart                        | 2             | 1                      |
| Swiss Singles Chart                          | 2             | 7                      |
| Russian Singles Chart                        | 1             |                        |
| UK Singles Chart                             | 2             |                        |
| U.S. Billboard Hot 100                       | 18            |                        |
| U.S. Billboard Hot Adult Contemporary Tracks | 1             |                        |
| U.S. Billboard Hot Adult Top 40 Tracks       | 1             |                        |
| U.S. Billboard Hot Singles Sales             | 1             |                        |
| U.S. Billboard Hot Digital Tracks            | 1             |                        |
| United World Chart/ World Singles Top 40     | 1             | 6                      |